# Francesco Gonzaga (1444-1483)
Francesco Gonzaga (Mantua, 1444-Bolonia, 21 de octubre de 1483). Obispo y cardenal italiano.

## Biografía

### Familia
Nacido en el seno de la familia Gonzaga, Francesco fue el segundo hijo del marqués de Mantua Ludovico III Gonzaga y de su esposa Bárbara de Brandeburgo.  Tuvo varios hermanos: Federico, Gianfrancesco, Susana, Dorotea, Cecilia, Rodolfo, Bárbara, Ludovico y Paola.

### Estudios
Hizo sus primeros estudios junto a sus hermanos en la casa familiar bajo la tutela de Ognibene Bonisoli y de Bartolomeo Sacchi. Protonotario apostólico desde los diez años de edad, asistió a la Universidad de Padua y continuó en la de Pisa. A pesar de haber optado por la carrera eclesiástica, llevó una vida totalmente laica en sus años juveniles, mientras ostentaba el cargo de procurador de la iglesia de Mantua.

### Cardenal
A los diecisiete años fue nombrado cardenal por Pio II gracias a las presiones de su primo, el príncipe elector Alberto III de Brandeburgo, y tras ocho meses de estancia del pontífice en Mantua con ocasión del concilio celebrado en esa ciudad. El encuentro entre el padre, el marqués Ludovico y el nuevo cardenal, fue probablemente el motivo inmortalizado por Andrea Mantegna en una de las más famosas obras del Renacimiento: el conjunto de frescos conocido como la Cámara de los esposos. Francesco fue el primero de los Gonzaga en ser nombrado cardenal, y le fue asignada la iglesia romana de Santa María la Nueva.
Llegó a ser obispo de Brixen en 1464 y de Mantua dos años más tarde.  En julio de 1471 fue nombrado legado apostólico en Bolonia, cargo que mantuvo durante toda su vida; durante su legación fueron constantes los desencuentros con el senado boloñés y con el signore Giovanni II Bentivoglio, que pretendían tener cierta autonomía respecto al dominio de los Estados Pontificios. En 1476 fue nombrado obispo de Bolonia.
Entre 1479 y 1480 recibió en su corte en Mantua a Angelo Poliziano, que escribió allí la Fabula de Orfeo. Al igual que otros miembros de la familia, coleccionó antigüedades, incluyendo una parte de los tesoros pertenecientes al Papa Paulo II, coleccionista de gemas.
Murió en Bolonia en 1483 antes de cumplir los cuarenta, supuestamente por excederse bebiendo el agua de Porretta Terme, muy rica en minerales. Fue sepultado en la capilla familiar en la iglesia de San Francisco de Mantua.